# Регіональна спадщина
Регіональна спадщина складається з природних територій (ландшафтів) та культурних надбань, пам’яток, історико-культурних об’єктів  відповідного регіону або адміністративно-територіальної одиниці країни, які мають вагоме історичне, культурне та естетичне значення для певної групи людей або спільноти. Слово «регіональна спадщина» стосується конкретного матеріального або нематеріального культурного об'єкта, які вважаються цінними для відповідного регіону. Регіональна спадщина підлягає постійній оцінці та обговоренню і більш-менш чітко проявляється в консенсусі між місцевими, регіональними та національними зацікавленими сторонами. Елементи регіональної спадщини з часом можуть потрапити у списки національної або світової спадщини. Наприклад, український борщ був у списках регіональної спадщини областей України, у 2020 році він потрапив у Національний перелік елементів нематеріальної культурної спадщини України, а у 2022 році культуру приготування українського борщу внесли до Списку нематеріальної культурної спадщини ЮНЕСКО, яка потребує термінової охорони.

## Опис
До нематеріальної спадщини відносяться архітектурні пам'ятки та ансамблі, археологічні об'єкти, природні території, твори людини, які мають видатну універсальну цінність із точки зору історії, мистецтва чи  науки. Нематеріальна культурна спадщина визначається у категоріях:  мова як носій нематеріальної культурної спадщини, усні традиції; виконавські мистецтва; звичаї, обряди, свята; знання й звичаї, що належать до природи й Всесвіту; знання й навички, пов’язані з традиційними ремеслами.  Найважливішою частиною регіональної спадщини  є самі люди як уособлення знань та досвіду території, які вони зберігають. 
Поняття «культурна спадщина» на регіональному, державному або всесвітньому рівнях має вплив:
- як носій історичної пам’яті, що визначає збереження самобутності культури, природних особливостей місцевості;
- як характеристика властивостей території;
- як відображення взаємодії людини й природи за певний час;
- як об’єкт правових і майнових відносин в громаді чи суспільстві;
- як основа збереження культурного й природного різноманіття країни, окремих регіонів,етносів, груп населення, ресурс для соціально-економічного розвитку територій, туризму тощо;
- як збалансований та гуманітарний розвиток суспільства.[5][7]

Спадщина регіону охоплює об’єкти чи предмети, дії, традиції, спогади, середовище, ландшафти та інше, успадковане від попередників, накопичено поколінням.  

## Регіональна спадщина в Україні
Формування списків елементів регіональної спадщини в Україні ґрунтується на законодавстві у сфері охорони культурної спадщини, а саме Закон України «Про охорону культурної спадщини» (2000, зі змінами), «Про охорону археологічної спадщини» (2004, зі змінами), «Про культуру» (2010, зі змінами), інші нормативно-правові акти.
Регіональні матеріальні об'єкти спадщини вносяться до Державного реєстру Наказом Міністерства культури та інформаційної політики від 14.01.2021 року №10  «Про занесення об’єктів культурної спадщини до Державного реєстру нерухомих пам’яток України» за категорією «об'єкти місцевого значення». Із завершенням процесу децентралізації місцеві органи влади отримали більше повноважень та ресурсів, що дає змогу формувати регіональні списки спадщини, адаптувати об’єкти нерухомої культурної спадщини, популяризувати спадщину регіону .  
Регіональна спадщина розглядається як ресурс для місцевої економіки, формування доходів місцевого бюджету, зайнятості населення. Економічний розвиток, туристична привабливість регіону залежить від наявності та стану культурно-історичної спадщини.